# Нільтава таїландська
Нільтава таїландська (Cyornis whitei) — вид горобцеподібних птахів родини мухоловкових (Muscicapidae). Мешкає в Південно-Східній Азії. Раніше вважався конспецифічним з гірською нільтавою (Cyornis banyumas).

## Підвиди
Виділяють чотири підвиди:
- C. w. whitei Harington, 1908 — від північної і східної М'янми до півдня Центрального Китаю, півночі Таїланду і Індокитаю;
- C. w. lekhakuni (Deignan, 1956) — схід Таїланду;
- C. w. deignani Meyer de Schauensee, 1939 — південний схід Таїланду;
- C. w. coerulifrons Baker, ECS, 1918 — Малайський півострів.

## Поширення і екологія
Таїландські нільтави живуть в тропічних лісах.